# Thomas Bühner
Thomas Bühner (* 13. April 1962 in Riesenbeck) ist ein deutscher Koch.

## Werdegang
Seine Ausbildung absolvierte Bühner im Schweizer Haus in Paderborn. 1983 wechselte er zu Günter Scherrer im Hilton in Düsseldorf, 1984 zu Heinz Wehmann im Landhaus Scherrer in Hamburg, zum Restaurant Grand Cru in Lippstadt und zum Restaurant Jörg Müller in Westerland auf Sylt. 1989 ging Bühner schließlich als Chef de Partie zu Harald Wohlfahrt in die Schwarzwaldstube nach Baiersbronn.
1991 wurde er Küchenchef im Restaurant La Table in Dortmund, das 1996 mit einem Michelinstern ausgezeichnet wurde. 1998 folgte der zweite. Der Gault-Millau kürte Bühner 2001 zum „Aufsteiger des Jahres“ und fünf Jahre später zum „Koch des Jahres“.
Von April 2006 bis Juli 2018 leitete Thomas Bühner das Restaurant La vie in Osnabrück. 2011 wurde es mit drei Michelinsternen ausgezeichnet. Im Juli 2018 gab der Eigentümer des Restaurants, die Georgsmarienhütte Unternehmensgruppe, bekannt, dass das Restaurant wegen einer „organisatorischen Neuausrichtung“ des Unternehmens geschlossen wurde.
Nach der Schließung des „La vie“ machte sich Bühner selbstständig. Er lebte weiter in Osnabrück und arbeitete von dort aus als Berater für Gastronomiebetriebe sowie als Gastkoch.
Im April 2023 eröffnete Bühner das Restaurant La Vie by Thomas Bühner in Taipeh in Republik China (Taiwan); er plante nach eigenen Angaben rund 200 Tage im Jahr dort sein.
Im September 2023 gab Bühner bekannt, dass er als Betreiber, Konzeptgeber und Patron ein Gourmet-Restaurant in Düsseldorf eröffnen werde. Das Restaurant la vie by Thomas Bühner nahm am 2. Mai 2025 den Betrieb auf und wurde im Juni 2025 mit einem Michelinstern ausgezeichnet.

## Mitgliedschaften
- 2009: „Grand Chef“ bei Relais & Châteaux
- 2010: Mitglied der Les Grandes Tables du Monde

## Auszeichnungen
- 1996: 1. Michelin-Stern für das La Table in Dortmund
- 1998: 2. Michelin-Stern für das La Table in Dortmund
- 2001: Aufsteiger des Jahres, Gault Millau
- 2004: Spitzenkoch des Jahres, Aral Schlemmer Atlas
- 2004: Koch des Jahres, Bertelsmann Restaurant und Hotel Guide
- 2006: Restaurant des Jahres, Der Feinschmecker
- 2011: 3. Michelin-Stern für das La vie in Osnabrück
- 2017: Taittinger Chefs Trophy[10]

## Fernsehauftritte
2014 war Bühner als Gastjuror in der 2. Staffel der Koch-Show The Taste zu sehen.
2018 nahm er an der VOX-Show Das perfekte Profi-Dinner teil.
Im Februar 2023 war er Gegner Tim Mälzers in der 8. Staffel dessen Formats Kitchen Impossible. Dabei ging er siegreich aus dem Duell gegen Mälzer hervor. 2025 wirkte er in der Fernsehsendung Grill den Henssler als Coach mit.

## Engagement in der Bildung
Seit 2011 unterstützt Bühner als Schirmherr das von der deutschen UNESCO-Kommission ausgezeichnete Projekt CookUOS (sprich: [kʊk][uːoːɛs]) an der Universität Osnabrück. und den seit 2015 daraus hervorgegangenen gemeinnützigen Verein Culinary Medicine Deutschland e. V. (vormals CookUOS e. V.). Mit dem Soft Matter Food Scientist Thomas Vilgis vom Max-Planck-Institut für Polymerforschung und dem Göttinger Ernährungspsychologen und -Mediziner Thomas Ellrott bestreitet er dort auch das von Uwe Neumann und Oliver Gillen konzipierte Format einer Vorlesung „wissenschaftliche Koch-Show Thomas³ (t hoch 3) – Wissenschaft schmackhaft gemacht“.